# Нумадзу
Нума́дзу (яп. 沼津市 Нумадзу-си) — Особый город в Японии, находящийся в префектуре Сидзуока. Площадь города составляет 187,12 км², население — 194 143 человека (1 августа 2014), плотность населения — 1037,53 чел./км².

## Географическое положение
Город расположен на острове Хонсю в префектуре Сидзуока региона Тюбу. С ним граничат города Мисима, Фудзи, Идзу, Идзунокуни и посёлки Симидзу, Нагаидзуми, Каннами. Город расположен на берегу залива Суруга у устья реки Кано.

## Население
Население города составляет 194 143 человека (1 августа 2014), а плотность — 1037,53 чел./км². Изменение численности населения с 1980 по 2005 годы:
| 1980 | 208 708 чел. |  |
| 1985 | 215 360 чел. |  |
| 1990 | 216 213 чел. |  |
| 1995 | 216 470 чел. |  |
| 2000 | 211 559 чел. |  |
| 2005 | 208 005 чел. |  |

## Символика
Деревом города считается сосна, цветком — кринум азиатский.